# Campeonato Gaúcho de Futebol de 1970 - Série A
O Campeonato Gaúcho de Futebol de 1970, foi a 50ª edição da competição no Estado do Rio Grande do Sul. Foi jogado de 21 de fevereiro até 4 de outubro de 1970. Participaram do campeonato dezoito clubes. As equipes foram divididas em dois grupos de nove, passando a fase final os cinco primeiros colocados de cada um. O campeão deste ano foi o Internacional.

## Participantes
| - Aimoré (São Leopoldo)10ª - São José (Porto Alegre)5ª - Brasil de Pelotas (Pelotas)20ª - Cruzeiro-RS*** (Porto Alegre)9ª - Farroupilha (Pelotas)14ª - Caxias* (Caxias do Sul)9ª - Gaúcho (Passo Fundo)6ª - Grêmio (Porto Alegre)28ª - 14 de julho (Passo Fundo)3ª | - Internacional (Porto Alegre)26ª - Juventude (Caxias do Sul)12ª - Novo Hamburgo (Novo Hamburgo)27ª - Pelotas (Pelotas)18ª - Guarany (Bagé)19ª - Esportivo (Bento Gonçalves)1ª - Inter/SM (Santa Maria)4ª - Santa Cruz (Santa Cruz do Sul)6ª - Ypiranga (Erechim)3ª |

* O Caxias disputou a competição com o nome Flamengo.

*** O Cruzeiro joga atualmente  em Cachoeirinha.

## Primeira Fase
| - Grupo Centro Grêmio 22 pg Caxias 19 pg Inter/SM 18 pg Esportivo 17 pg 14 de Julho 16 pg Ypiranga 16 pg Juventude 13 pg Gaúcho 12 pg São José 10 pg | - Grupo Sul Internacional 26 pg Novo Hamburgo 22 pg Cruzeiro-RS 19 pg Pelotas 16 pg Santa Cruz 16 pg Brasil 15 pg Aimoré 14 pg Guarany 12 pg Farroupilha 05 pg |

```
 PG: Pontos Ganhos
```

## Decagonal Final
- Classificação Final

| 1º Internacional 32pg 2º Grêmio 28 pg 3º Caxias 23 pg 4º Esportivo 23 pg 5º Cruzeiro 21 pg | 6º Novo Hamburgo 17 pg 7º Santa Cruz 12 pg 8º 14 de Julho 10 pg 9º Inter/SM 08 pg 10º Pelotas 08 pg |

  PG: Pontos Ganhos
Campeão:Internacional

## Artilheiro
- Claudiomiro (Internacional) 10 gols

## Campeão
| Campeonato Gaúcho de 1970          |
| ---------------------------------- |
| INTERNACIONAL Campeão (18º título) |